# ماونتین فالز پارک (ویرجینیا)
ماونتین فالز پارک (به انگلیسی: Mountain Falls Park) یک منطقهٔ مسکونی در ایالات متحده آمریکا است که در شهرستان فردریک، ویرجینیا واقع شده‌است.